# Каза Фјорели (Перуђа)
Каза Фјорели је насеље у Италији у округу Перуђа, региону Умбрија.
Према процени из 2011. у насељу је живело 32 становника. Насеље се налази на надморској висини од 396 м.